# Общество русских драматических писателей и оперных композиторов

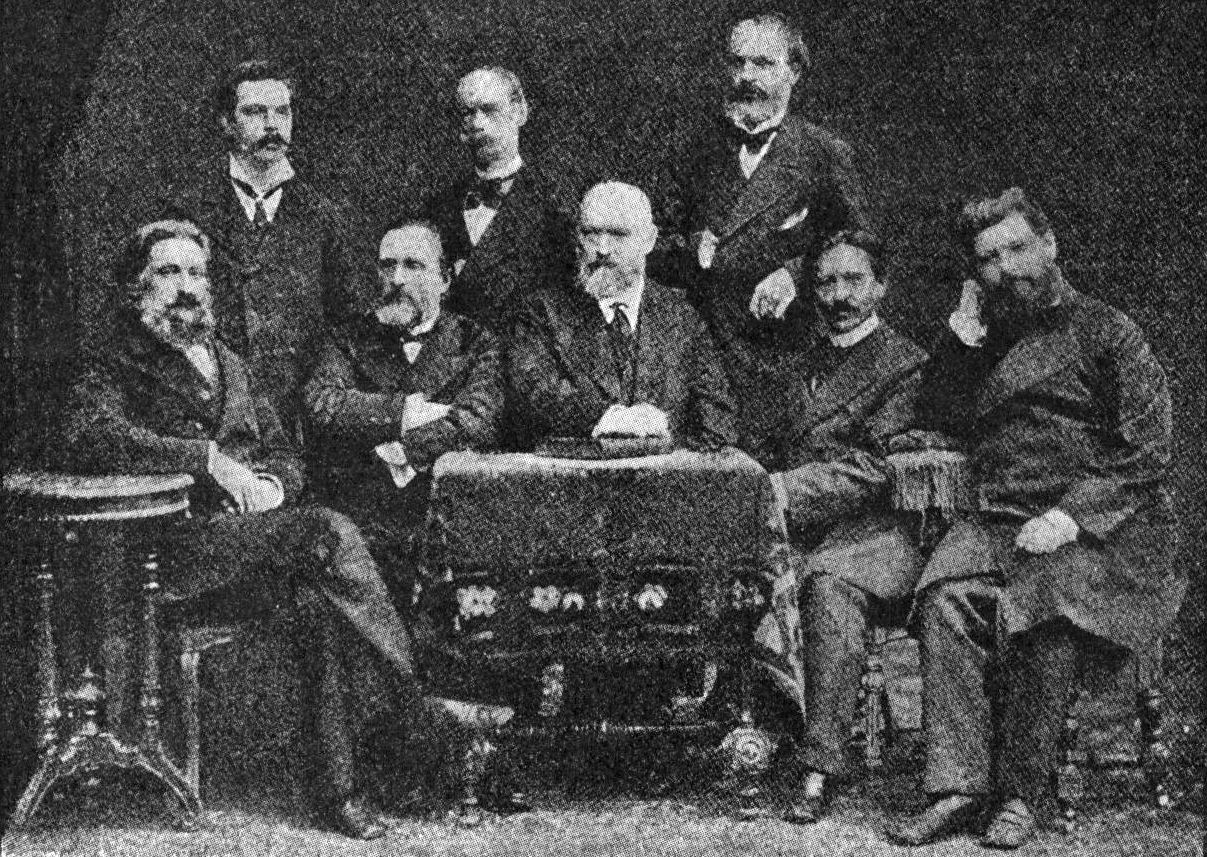
Общество драматических писателей. На фото: Н. А. Чаев, И. М. Кондратьев, В. И. Родиславский, кн. Мещерский, А. Н. Островский, В. Н. Кашперов, А. А. Майков, М. П. Цветков

Общество русских драматических писателей и оперных композиторов — добровольная общественная организация возникшая в 1870 году в Москве с целью защиты прав драматических писателей и композиторов в Российской империи.

## История
Началу общество было положено 29 ноября 1870 года, когда на квартире В. И. Родиславского в Москве состоялось заседание группы драматургов (А. Н. Островский, Н. А. Чаев, И. А. Мещерский, А. А. Майков и А. О. Лютецкий), на котором было решено не позволять ставить в театрах пьесы без согласия авторов или лиц, уполномоченных авторами. В этот же день внесли свой членский взнос (15 рублей) В. И. Родиславский, В. А. Дьяченко и А. А. Майков; затем, 12 декабря, вступили в общество, уплатив взнос — А. Н. Островский, О. О. Новицкий, Г. А. Сокольников, А. К. Толстой, Н. А. Чаев и А. О. Лютецкий; 20 декабря — И. А. Мещерский и Г. В. Кугушев.
До подготовки и утверждения устава нового общества было создано «Собрание русских драматических писателей»; секретарём был избран В. И. Родиславский, казначеем — А. А. Майков. Публикацию о решении Собрания подготовил А. Н. Островский. Было решено сразу учредить агентства общества в Воронеже и Казани (затем  — в других городах). Местом для последующих заседаний была выбрана контора журнала «Беседа».
После подготовки Устава «Общества русских драматических писателей» состоялось первое собрание учредителей — 21 октября 1874 года. К этому времени Общество уже насчитывало 81 член (они же — учредители), в числе которых были также: А. К. Толстой, Г. П. Данилевский, П. Д. Боборыкин, Н. А. Некрасов, А. Ф. Писемский, Н. С. Лесков, М. Е. Салтыков-Щедрин, И. С. Тургенев, П. П. Сухонин, А. А. Потехин, П. И. Вейнберг, С. А. Юрьев, А. Н. Плещеев, Василий, Владимир и Николай Курочкины. Первым председателем общества был избран А. Н. Островский.
Спустя год, 21 октября, к Обществу присоединились оперные композиторы во главе с Н. А. Римским-Корсаковым, после чего оно было переименовано в «Общество русских драматических писателей и оперных композиторов».
После смерти А. Н. Островского председателями общества были С. А. Юрьев, затем — А. А. Майков, с 1890 года — И. В. Шпажинский.
Согласно Уставу общества членом его становился всякий писатель с момента подачи им заявления и оплаты вступительного взноса: 

Статья 5. Всякий русский драматический писатель и переводчик считается членом Общества, если объявит: а) желание поручить Обществу охранение своего права драматической собственности и b) согласие подчиняться уставу и всем постановлениям Общества; 
Статья 7. Всякий вступающий в члены вносит единовременно в кассу Общества 15 руб— Устав Общества русских драматических писателей // Театральный Альманах на 1875 год / сост. Александр Соколов [Театральный Нигилист]. — СПб., 1875. — 350 с. — С. 337-345.
В городах, где имелись театры и ставились пьесы членов Общества, им подбирались агенты. С владельцами театров агент от лица Общества заключал договор, по которому устроитель спектакля давал обязательство уплачивать авторский гонорар на его условиях. Если владелец театра или антрепренёр не желал уплачивать авторский гонорар, агент через нотариуса запрещал ему постановку пьесы принадлежавшей члену Общества или обращался в суд. С 1877 года в судах права авторов Общества отстаивал присяжный поверенный Ф. Н. Плевако, который возглавлял юридическую службу Общества.
16 ноября 1887 года заявление на членство в обществе подал А. П. Чехов, а затем В. И. Немирович-Данченко. также в 1887 году членом Общества стал Д. Н. Мамин-Сибиряк.
К 25-летнему юбилею Общества был издан «Обзор дѣятельности Общества русских драматических писателей и оперных композиторов за XXV-лѣтіе его существованія 1874—1899 г.». На это событие откликнулся В.М. Дорошевич: «Юбилей общества русских драматических писателей» Архивная копия от 22 февраля 2013 на Wayback Machine.
В 1904 году произошел раскол единой ранее организации. Были созданы две организации: Московское общество драматических писателей и композиторов — МОДПиК и петербургская организация ДРАМСОЮЗ.
Разделенные общества просуществовали до Октябрьской революции и впоследствии были реорганизованы в Московское и Ленинградское общества драматических писателей и композиторов. Впоследствии, в 1925 году общества вновь объединились во Всероссийское общество драматургов и композиторов, переименованное вскоре в Союз драматических и музыкальных писателей.

## Агенты в провинции
- В Вологде с 1881 по 1892 гг. — Обнорский, Павел Александрович.